# ضمان بالقانون

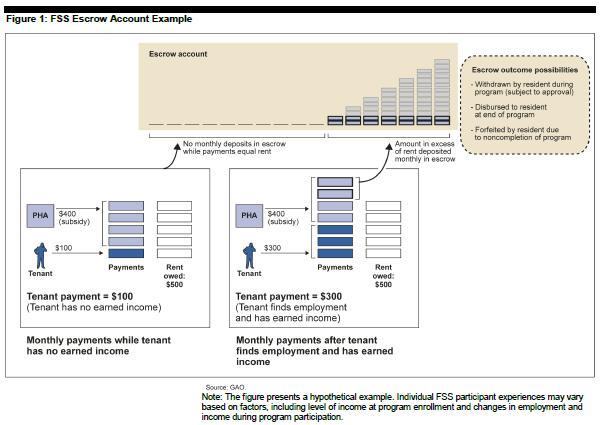
مثال حساب الضمان

عهد التنفيذ أو سند عالق الأيلولة أو الضمان (بالانجليزية: Escrow) وهو ترتيب تعاقدي يتلقى فيه طرف ثالث (صاحب المصلحة أو وكيل الضمان) أموالاً أو ممتلكات وينفقها للأطراف المتداولة الأساسية، بشكل عام، يتم استخدامها بشروط وفيرة تقوم بالإجراءات الصحيحة التي تتبعها. يعتمد الصرف على الشروط المتفق عليها بين الأطراف المتعاملة. تشمل الأمثلة حسابًا أنشأه وسيط للاحتفاظ بالأموال نيابة عن مدير الوسيط أو شخص آخر حتى إتمام أو إنهاء المعاملة.

## الانواع
الأموال التي يحتفظ بها طرف ثالث نيابة عن الأطراف المتعاملة. يتم استخدامه في الغالب فيما يتعلق بشراء أسهم شركة. ومن المعروف في الولايات المتحدة في سياق العقارات (خاصة في الرهون العقارية حيث تقوم شركة الرهن العقاري بإنشاء حساب ضمان لدفع ضريبة الممتلكات والتأمين خلال فترة الرهن العقاري) والضمان هو حساب منفصل عن حساب الرهن العقاري حيث يحدث إيداع الأموال لدفع بعض الشروط التي تنطبق على الرهن العقاري، وعادة ما تكون الضرائب العقارية والتأمين. يجب على وكيل الضمان أن يحسب بشكل صحيح أموال الضمان وأن يضمن استخدام الأموال بشكل صريح للغرض المقصود. نظرًا لأن مقرض الرهن العقاري ليس على استعداد للمخاطرة بأن مالك المنزل لن يدفع ضريبة الملكية، فعادة ما يكون الضمان مطلوبًا بموجب شروط الرهن العقاري. تستخدم شركات الضمان أيضًا بشكل شائع في نقل الممتلكات الشخصية والتجارية ذات القيمة العالية، مثل مواقع الويب والشركات، وفي إتمام المزادات عن بعد من شخص لآخر (مثل eBay)، على الرغم من ظهور خدمات الضمان عبر الإنترنت الجديدة منخفضة التكلفة يعني أنه حتى المعاملات منخفضة التكلفة بدأت الآن في الاستفادة من استخدام الضمان. في المملكة المتحدة، غالبًا ما يتم استخدام حسابات الضمان أثناء معاملات الملكية الخاصة للاحتفاظ بأموال عملاء المحامين، مثل الإيداع، حتى وقت اكتمال المعاملة. تشمل الأمثلة الأخرى شراء سيارة مستعملة، حيث يتم الاحتفاظ بالمال باسم المشتري في حساب مصرفي مؤقت، وإيداعات لتأجير عقار، حيث يتم تحرير الأموال بعد مغادرة المستأجر، وتوفير خدمات البناء، حيث يمكن تحرير الأموال عند اكتمال أعمال البناء وفقًا لمعيار محدد، أو عندما تكون أجزاء محددة من العمل منتجات غذائية كاملة قابلة للتلف، تُباع في مزادات المأكولات البحرية الحية (مثل Gfresh).
هناك نوع غير ذي صلة من الضمان هو عندما يطلب مشترٍ لنظام معقد، مثل برنامج التحكم في العمليات المفصلة أو التثبيت الصناعي الكبير، من المورد وضع التصميم في مستودع رمز المصدر، بحيث يبقى المشتري في وضع يمكنه من الحفاظ عليه وتعديل النظام في حالة وفاة المورد.
تحرير الضمان على الإنترنت
كان الضمان على الإنترنت موجودًا منذ بداية مزادات الإنترنت والتجارة. لقد كان أحد التطورات العديدة التي سمحت بإقامة الثقة في مجال الإنترنت. [5]
كما هو الحال مع الضمان التقليدي، يعمل الضمان عبر الإنترنت من خلال وضع الأموال تحت سيطرة طرف ثالث مستقل ومرخص من أجل حماية كل من المشتري والبائع في المعاملة. عندما يتحقق الطرفان من اكتمال المعاملة وفقًا للشروط المحددة، يتم تحرير الأموال. إذا كان هناك أي نزاع بين الأطراف في المعاملة في أي مرحلة، فإن العملية تنتقل إلى حل النزاع. ستحدد نتيجة عملية حل النزاع ما يحدث للمال في الضمان. مع نمو كل من الأعمال والتجارة الفردية على الويب، حلت محل التقنيات التقليدية شركات الضمان التقليدية.
في الولايات المتحدة، سنت إدارة مراقبة الأعمال في كاليفورنيا شركات ضمان الإنترنت كفئة مرخصة اعتبارًا من 1 يوليو 2001. [6] كانت شركة Escrow.com ، [7] ، أول شركة ضمان إنترنت يتم ترخيصها، أسسها فيديليتي الوطنية المالية في 1999. [8]
في الاتحاد الأوروبي، سمح توجيه خدمات الدفع، الذي بدأ في 1 نوفمبر 2009، لأول مرة بإدخال خدمات الضمان على الإنترنت منخفضة التكلفة للغاية والمرخصة بشكل صحيح وتنظيم الحكومة. يسمح الإطار التنظيمي في الاتحاد الأوروبي لخدمات الضمان المستندة إلى الويب هذه، والتي تعمل على غرار خدمة خطابات الائتمان باهظة الثمن التي تديرها البنوك للمشترين والبائعين الدوليين، ولكن بتكلفة بالسنت بدلاً من آلاف اليورو، القدرة على تعزيز الأمن في المعاملات التجارية. [9]
تم استخدام طرق الضمان وهمية على الإنترنت. في محاولة لإقناع مشارك حذر في مزاد الإنترنت، سيقترح الجاني استخدام خدمة ضمان طرف ثالث. الضحية غير مدرك أن الجاني قد أنشأ بالفعل موقع ضمان يشبه إلى حد كبير خدمة ضمان مشروعة. يرسل الضحية المبلغ إلى شركة الضمان المزيفة ولا يتلقى شيئًا في المقابل. بدلاً من ذلك، ترسل الضحية البضائع إلى الموضوع وتنتظر دفعه / دفعها من خلال موقع الضمان، والذي لا يتم استلامه أبدًا لأنه غير شرعي. [10] سيتم إدراج شركات الضمان الحقيقي عبر الإنترنت في سجل حكومي، وينصح المستخدمون عمومًا بعدم استخدام خدمة الضمان عبر الإنترنت دون التحقق أولاً من أنها حقيقية من خلال عرض سجل حكومي عبر الإنترنت بشكل مستقل. لا يوجد حاليًا ترخيص تقدمه الحكومة الفيدرالية الأمريكية لخدمات الضمان عبر الإنترنت. ومع ذلك، تقدم بعض الدول ترخيصها الخاص لخدمات الضمان عبر الإنترنت؛ مثل إدارة الأعمال بكاليفورنيا [11] وإدارة أريزونا للمؤسسات المالية.
تحرير مصرفي يستخدم الضمان في مجال الخدمات المصرفية الآلية ومعدات البيع. أحد الأمثلة على ذلك هو أجهزة الصراف الآلي (ATMs)، وهي الوظيفة التي تسمح للآلة بحجز الأموال التي أودعها العميل بشكل منفصل، وفي حالة اعتراضه على نتيجة الحساب، يتم إرجاع الأموال. مثال آخر هو آلة البيع، حيث يتم الاحتفاظ بأموال العميل في منطقة ضمان منفصلة انتظارًا لإتمام المعاملة بنجاح. إذا حدثت مشكلة واضغط العميل على زر استرداد الأموال، يتم إرجاع القطع النقدية من الضمان؛ إذا لم تحدث مشكلة، فإنها تقع في قبو العملة من الجهاز.
تعديل القانون
الضمان معروف أيضًا في السياق القضائي. يتم استخدام ما يسمى صناديق الضمان عادة لتوزيع الأموال من تسوية نقدية في دعوى جماعية أو إجراء إنفاذ بيئي. بهذه الطريقة، لا يكون المدعى عليه مسؤولاً عن توزيع أموال الحكم على المدعين الأفراد أو الاستخدام الذي تحدده المحكمة (مثل الإصلاح البيئي أو التخفيف). يدفع المدعى عليه المبلغ الإجمالي للحكم (أو التسوية) إلى صندوق الضمان الذي تديره المحكمة أو المعين، ويقوم الصندوق بتوزيع الأموال (غالبًا ما يسدد نفقاته من أموال الحكم).
تعديل العقارات
في الولايات المتحدة، يُعد دفع الضمان مصطلحًا شائعًا يشير إلى جزء من مدفوعات الرهن العقاري المخصصة لدفع ضرائب الممتلكات العقارية والتأمين ضد المخاطر. وهو مبلغ «يزيد عن» الجزء الرئيسي وجزء الفائدة من مدفوعات الرهن العقاري.

## الاثر القانوني
لا تفرض جميع اتفاقيات الضمان واجبات الوصي القانوني على وكيل الضمان، وفي العديد من هذه الاتفاقات، يُخضع وكلاء الضمان لمعيار إهمال جسيم ويستفيدون من التعويض ويحملون أحكامًا غير ضارة.
إذا كان وكيل الضمان مرخصًا من السلطة الحكومية [أين؟] ، فقد يتم تطبيق معايير قانونية أعلى بكثير.